# 泾渭街道
泾渭街道，是中华人民共和国陕西省西安市高陵区下辖的一个街道办事处。
2012年，陕西省民政厅批复同意撤销泾渭镇建制，设立泾渭街道办事处。
2016年2月25日，西安市人民政府批复同意将泾渭街道办事处辖区内12个行政村和5个社区划出，分设姬家街道办事处，行政区划调整后，泾渭街道办事处管辖梁村、店子王村、米家崖村、西营村、东营村、雷贾村、泾渭堡村、陈家滩村等8个行政村和龙凤园社区、泾渭东路社区、泾渭中路社区、泾渭西路社区等4个社区，行政建制及驻地保持不变。

## 行政区划
泾渭街道下辖以下地区：
长庆龙凤园社区、米家崖村、粱村塬村、店子王村、西营村、东营村、雷贾村、陈家滩村和泾渭堡村。